# Удаин
Удаин (умер в 445 году до н. э.) — древнеиндийский правитель из династии Харьянка, царь Магадхи в 460—445 годах до н. э., сын Аджаташатру. Перенёс столицу из Раджагрихи в Паталипутру, которая благодаря этому превратилась в крупнейший политический центр Индии. При нём продолжилось соперничество Магадхи с государством Аванти из-за контроля над долиной Ганга.